# Bossoroca
Bossoroca es un municipio brasileño situado en el estado de Rio Grande do Sul. Tiene una población estimada, en 2021, de 6135 habitantes.